# أولريش لانجه
أولريش لانجه هو محامي وسياسي ألماني، ولد في 6 يونيو 1969 في ميرانو في إيطاليا. نشط حزبياً في الاتحاد الاجتماعي المسيحي. في الانتخابات الفيدرالية الألمانية 2017، انتخب عضو في البوندستاغ الألماني عن دائرة Donau-Ries (electoral district) ‏ وقد انضم خلال البوندستاغ الألماني التاسع عشر (24 أكتوبر 2017 – ) للكتلة البرلمانية الكتلة البرلمانية لائتلاف الاتحاد الديمقراطي المسيحي / الاتحاد الاجتماعي المسيحي في البوندستاغ ‏ وانتخب عضو في البوندستاغ الألماني خلال فترته النيابية ‏.

## وصلات خارجية
- الموقع الرسمي